# Sumberagung (Way Sulan)
Sumberagung is een bestuurslaag in het regentschap Lampung Selatan van de provincie Lampung, Indonesië. Sumberagung telt 2297 inwoners (volkstelling 2010).